# Simijan
{{automatic taxobox-lat
| name = 
| fossil_range = Srednji Eocen – Nedavno
| image = White-handed Gibbon Hylobates lar Orange 1900px.jpg
| image_caption = Beloruki gibon
| image_width = 275px
| taxon = Simiiformes
| authority = Hakel, 1866
| subdivision_ranks = Porodice
| subdivision = 
- parvored -{Platyrrhini
  - Callitrichidae
  - Cebidae
  - Aotidae
  - Pitheciidae
  - Atelidae
- parvored Catarrhini
  - natporodica Cercopithecoidea
    - Cercopithecidae

  - natporodica Hominoidea
    - Hylobatidae
    - Hominidae}-

}}
Simijani (lat. Simiiformes; lat. simia — „majmun”) ili viši primati, je deo podreda Haplorrhini, koji obuhvata čovekolike majmune ili bezrepe majmune, majmune Starog sveta ili repate majmune i majmune Novog sveta.

## Sistematika
Simijani su se tokom evolucije podelili prvo na dve grupe, majmune Novog sveta i sve one koji su nakon razdvajanja kontinentalnih ploča pre oko 40 miliona godina ostali na području Starog sveta, danas obuhvaćene podredom Catarrhini. Zatim se, pre oko 25 miliona godina, ovaj podred ponovo podelio na majmune Starog sveta i čovekolike majmune. Ranije sistematike su sve primate delile na dve grupe, polumajmune „Prosimii“ (u koju su bili svrstani Strepsirrhini i Tarsiiformes), dok su simijani bili nazivani „Anthropoidea“.
- Red primati
  - Podred Strepsirrhini: mokronosci (lemuri, lorisi i galagosi)
  - Podred Haplorrhini: suvonosci (tarzijeri, majmuni i čovekoliki majmuni)
    - Infrared Tarsiiformes: tarzijeri ili aveti
    - Infrared Simiiformes: majmuni
      - Parvored Platyrrhini: majmuni Novog sveta ili širokonosi majmuni[4]
        - Porodica Callitrichidae: marmozeti i tamarini
        - Porodica Cebidae: kapucini i veveričasti majmuni
        - Porodica : noćni majmuni
        - Porodica Pitheciidae: titiji, sakiji i uakariji
        - Porodica Atelidae: urlikavci, hvataši i vunasti majmuni

      - Parvored Catarrhini: uskonosi majmuni
        - Nadporodica : majmuni Starog sveta
          - Porodica : majmuni Starog sveta

        - Nadporodica : čovekoliki majmuni
          - Porodica Hylobatidae: mali čovekoliki majmuni ili giboni
          - Porodica Hominidae: veliki čovekoliki majmuni (i ljudi)

## Literatura
- Groves, Colin (2005).  Wilson, D. E.; Reeder, ур. Mammal Species of the World (3rd изд.). Johns Hopkins University Press. стр. 128—184. ISBN 978-0-8018-8221-0. Архивирано из оригинала 23. 6. 2007. г. Приступљено 13. 2. 2012.
- Rylands AB and Mittermeier RA (2009). „The Diversity of the New World Primates (Platyrrhini)”.  Ур.: Garber PA, Estrada A, Bicca-Marques JC, Heymann EW, Strier KB. South American Primates: Comparative Perspectives in the Study of Bahavior, Ecology, and Conservation. Springer. ISBN 978-0-387-78704-6.